# Raja-yogameditatie
Raja-yogameditatie is een meditatiemethode van de nieuwe religieuze beweging Brahma Kumaris Spirituele Academie (BKSA). Deze vorm van meditatie verschilt van die in de Yogasoetra's van Patanjali.
De raja-yogameditatie wordt met open ogen beoefend. Volgens de BKSA is het een universele benadering van spiritueel ontwaken en ontwikkelen. Er wordt geen gebruik gemaakt van voorwerpen, lichaamshoudingen of mantra's.
De volledige theorie van raja-yogameditatie bestaat uit begrippen als: ziel, god, reïncarnatie, karma, spirituele dimensies van bewustzijn, de eeuwige kringloop van tijd, de levensboom van de verschillende religies, spirituele krachten en waarden in de praktijk. De beoefening van raja-yogameditatie omvat concentratie, innerlijke stilte en de opbouw van een ervaring van vrede. Door middel van een natuurlijk proces van zelfverwerkelijking zou er een hereniging met het goddelijke plaatsvinden.